# Paul Jacques Malouin
Paul Jacques Malouin (Caen, 27 de juny de 1701 - Versalles, 3 de gener de 1778) va ser un químic i físic francès.
Malouin es va graduar en medicina l'any 1730. S'establí a Paris el 1734 i entre els seus clients hi havia aristòcrates i de la família reial francesa. Amb l'ajut de Fontenelle, entrà a l'Acadèmia Francesa de Ciències el 1743 i s'interessà per l'aplicació de la química a la medicina. L'any 1745 va ser nomenat professor de química al Jardí Reial de les Plantes Medicinals. Va relacionar les epidèmies de Paris amb les temperatures a la seva obra Mémoires publicada entre 1745 i 1754. El 1753 Malouin va ser médecin de la reine (metge de la reina). L'any 1742 Malouin va descriure un mètode de donar capes al ferro a base de zinc fos (és a dir, l'acer galvanitzat). El 1753 va esdevenir soci de la Royal Society i el 1767 professor del Collège de France.

## Publicacions
Malouin va publicar un Treatise of Chemistry (1734), també contribuí amb més de 75 articles a Encyclopédie Méthodique de Charles-Joseph Panckoucke, 71 articles a l'Encyclopédie de Diderot, i articles per l'Academie Des Sciences Descriptions des Arts et Métiers.
- Traité de Chimie : contenant la Manière de préparer les Remèdes qui sont les plus en Usage dans la Pratique de la Médecine. - Paris : Cavelier, 1734. Digital Edition